# Quatuor Margand
Le Quatuor Margand est un ancien quatuor à cordes féminin français fondé en 1958.

## Historique
Le Quatuor Margand est un quatuor à cordes féminin français fondé en 1958 par la violoniste Michèle Margand.
L'ensemble est lauréat d'un 1er prix de musique de chambre au Conservatoire national supérieur de musique de Paris dans la classe de Joseph Calvet en 1958, puis d'un 1er prix au Concours international Viotti à Vercelli en 1960.

## Membres
Les membres de l'ensemble étaient :
- premier violon : Michèle Margand ;
- second violon : Anka Moravek (1958-1964), Thérèse Rémy (1964-1980), Marie-Christine Desmonts (19080-1984), Brigitte Roth (1984-1989), Marie-Laure Sogno (1989-), Manuelle Dupuy ;
- alto : Nicole Gendreau (1958-1968), Françoise Douchet (1968-1983), Sylvie Vesterman (1983-1988), Dominique Praquin (1988-), Suzanne Magnusson
- violoncelle : Claudine Lasserre.

## Créations
Le Quatuor Margand est le créateur et l'interprète de nombreuses œuvres de compositeurs contemporains : Charles Chaynes, Jean Guy Bailly, Alain Bancquart, Aubert Lemeland et Ivan Wyschnegradsky, notamment.